# 毛利酒造

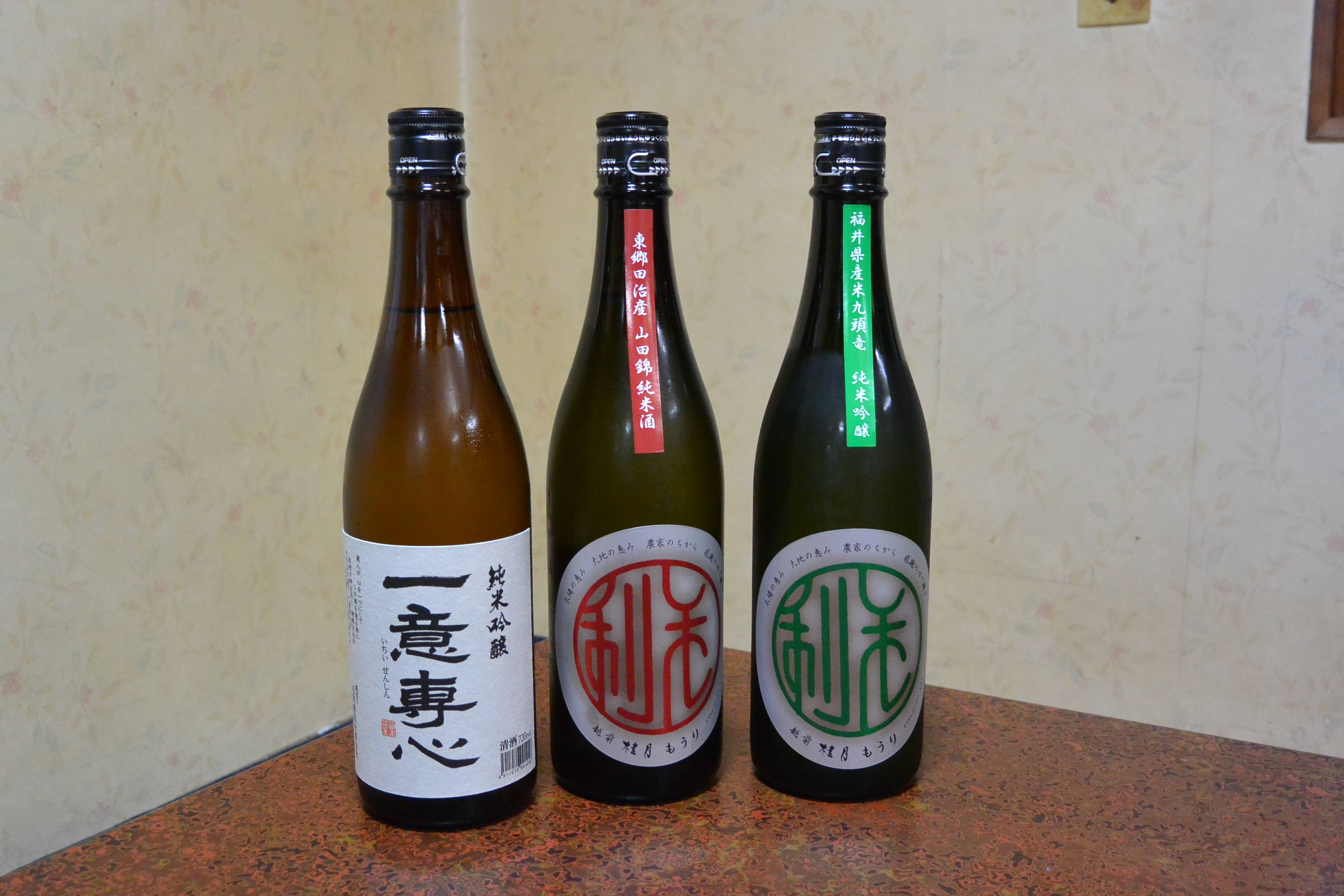
毛利酒造の4合瓶3種（2017年11月）

毛利酒造（もうりしゅぞう）は、福井県福井市東郷にある蔵元。昭和13年（1938年）創業。福井県酒造組合加盟の酒蔵で唯一の昭和期の創業。

## 概要
東郷にあった義江家の酒蔵「但馬屋」を、毛利家が引き継いで創業。現在主力の越前桂月などは岩手県の南部杜氏の技術を導入して開発した。2014年にはパリで開催された経済産業省主催のクールジャパン・ワールド・トライアル事業に提供された。

## 主力商品
- 一意専心
- 越前桂月
- 紗利